# Alucita pselioxantha
Alucita pselioxantha är en fjärilsart som beskrevs av Edward Meyrick 1929. Alucita pselioxantha ingår i släktet Alucita och familjen mångfliksmott, (Alucitidae). Inga underarter finns listade i Catalogue of Life.